# Chalut à perche
La Chalut à perche è una particolare rete da pesca di origine francese a forma di lungo sacco con bocca a nassa. La struttura portante è spesso metallica e appesantita con il piombo, mentre la parte superiore è mantenuta in posizione verticale con sfere di polistirolo o sughero, o materie plastiche.
La rete è utilizzata per la pesca di fondo, e impiegata per la cattura di sogliole, rombi e simili.